# 波蘭第1獨立傘降旅
第1獨立傘降旅（波蘭語：1 Samodzielna Brygada Spadochronowa），是西方的波蘭武裝部隊之一，駐紮在蘇格蘭，最初的任務是進入被佔領的波蘭，以幫助該國解放。但此目的遭到英國反對後:21，1944年9月投入市場花園行動，參與阿納姆戰役。